# 加波山事件

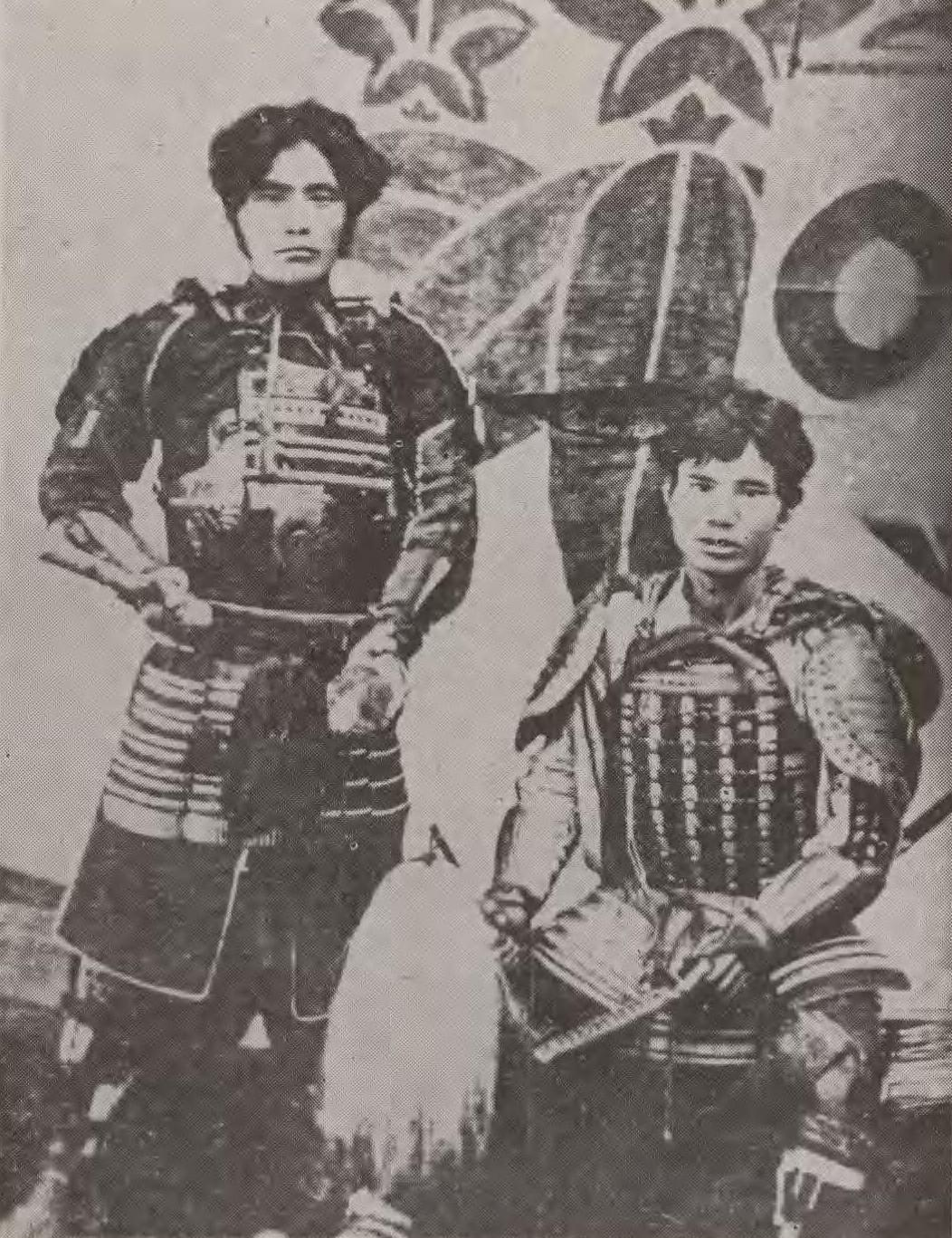
玉水嘉一（左）と富松正安（右）

加波山事件（かばさんじけん）とは、1884年（明治17年）9月23日に発生した栃木県令三島通庸等の暗殺未遂事件。

## 概要
自由民権運動の激化事件の一つであり、急進的な考えを抱いた若き民権家たちが起こした。福島事件に関わった河野広躰（河野広中の甥）等のグループが中心で、これに茨城県・下館の富松正安や栃木県内の民権家が加わっている。栃木県庁の移転にともなって宇都宮に庁舎が落成する際に、民権運動を厳しく弾圧した三島通庸県令や集まった大臣達を爆殺する計画であったが、鯉沼九八郎が爆弾を製造中に誤爆。計画が明らかになると、茨城県の加波山山頂付近に立てこもり、「圧制政府転覆」「自由の魁」等の旗を掲げ、決起を呼びかけるビラを配布した。又警察署や豪商の襲撃も行なっている。茨城県古河市中田にあった文武館を中心にして小山、結城にて策謀を練っていた。

## その後
後日の再集結を約して解散するが次々に逮捕された。その後、自由党幹部である内藤魯一や、田中正造・小久保喜七をはじめとして300名におよぶとまでいわれる民権家が逮捕された。しかし、政治犯とはならず、資金集めの際の強盗等の罪によって裁かれたため、起訴されたのは加波山に立てこもった16人と、内藤、鯉沼らの若干名にとどまった。7名に死刑判決が下され（うち1人は刑執行前に獄死）、3名が無期懲役となった。獄死した者以外は特赦によって1894年までには出獄している。
この事件を期に、政府は爆発物の使用に対して刑法（いわゆる旧刑法）の規定よりも厳格に取り締まるため、爆発物取締罰則を制定した。
茨城県筑西市下館地区の妙西寺に富松正安・保多駒吉・玉水嘉一・平尾八十吉の4名が葬られ、「加波山事件志士の墓」として市指定文化財（史跡）となっている。
西條八十が作詞した下館音頭の11番には加波山事件が歌われている。

## 逮捕または起訴された人物

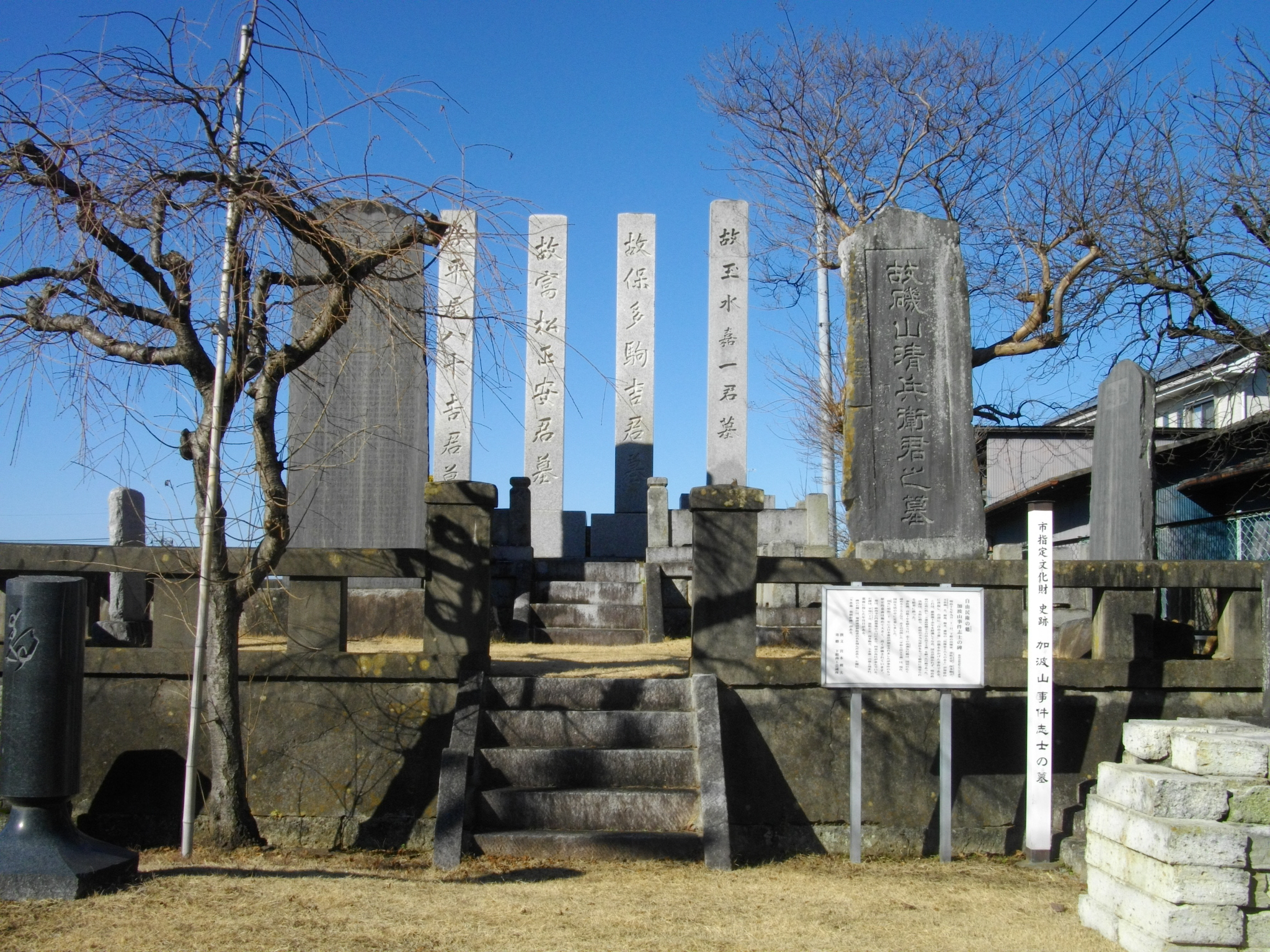
加波山事件志士の墓
（茨城県筑西市下館地区）

大井憲太郎と共に自由民権運動派の代言事務所厚徳館を設立した弁護士の山田泰造（いずれも後に衆議院議員となる）らが弁護した。
| - 天野市太郎 - 山口守太郎 - 杉浦吉副 - 河野広躰 - 三浦文治 | - 草野佐久馬 - 横山信六 - 保多駒吉 - 小林篤太郎 - 琴田岩松 | - 小針重雄 - 玉水嘉一 - 五十川元吉 - 富松正安 - 原利八 | - 門奈茂次郎 - 鯉沼九八郎 - 大橋源三郎 - 佐伯正門 |